# Élections générales saskatchewanaises de 2016
Les élections générales saskatchewanaises de 2016 (en anglais : Saskatchewan general election, 2016) ont lieu le 4 avril 2016 afin d'élire les députés de la 28e législature de l'Assemblée législative de la province canadienne de la Saskatchewan.
Brad Wall du Parti saskatchewanais, premier ministre depuis 2007, remporte un troisième mandat, face au Nouveau Parti démocratique mené par Cam Broten.

## Organisation du scrutin

### Mode de scrutin
Les députés de l'Assemblée législative de la Saskatchewan sont élus au scrutin majoritaire à un tour dans le cadre de 61 circonscriptions uninominales. À la suite d'un redécoupage, il y a trois circonscriptions de plus qu'en 2011.
Pour ce scrutin, 268 candidats représentant six partis politiques ont été enregistrés à travers toutes les circonscriptions, ce qui constitue un record pour la province.

### Date
La loi sur l'Assemblée législative et le Conseil exécutif de 2007 prévoit que les élections doivent avoir lieu le premier lundi de novembre dans la quatrième année qui suit les élections précédentes. Les élections précédentes ayant eu lieu en 2011, la date du scrutin aurait dû être le 2 novembre 2015. Toutefois, la loi prévoit que si les élections ont lieu en même temps qu'une période électorale fédérale, elles peuvent être décalées au premier lundi du mois d'avril suivant. Des élections fédérales ayant eu lieu en octobre 2015, les élections saskatchewanaises ont donc été décalées à avril 2016.

## Contexte

### Assemblée législative sortante
| Parti | Parti                 | Chef           | Sièges | Sièges |
| Parti | Parti                 | Chef           | 2011   | Diss.  |
| ----- | --------------------- | -------------- | ------ | ------ |
|       | Parti saskatchewanais | Brad Wall      | 49     | 47     |
|       | NPD                   | Cam Broten     | 9      | 9      |
|       | Sièges vacants        | Sièges vacants | —      | 2      |

### Contexte politique
Le Parti saskatchewanais, de tendance conservatrice, a été créé en 1997 par d'anciens progressistes-conservateurs et libéraux dans l'objectif de contrer le NPD qui a dominé le paysage politique provincial depuis les années 1940.
Le Parti saskatchewanais est arrivé au pouvoir en 2007 sous la direction de Brad Wall. Ce dernier est constamment noté comme le premier ministre le plus populaire au Canada par les enquêtes d'opinion : réélu avec 64 % des voix en 2011, son parti est largement en tête des sondages.

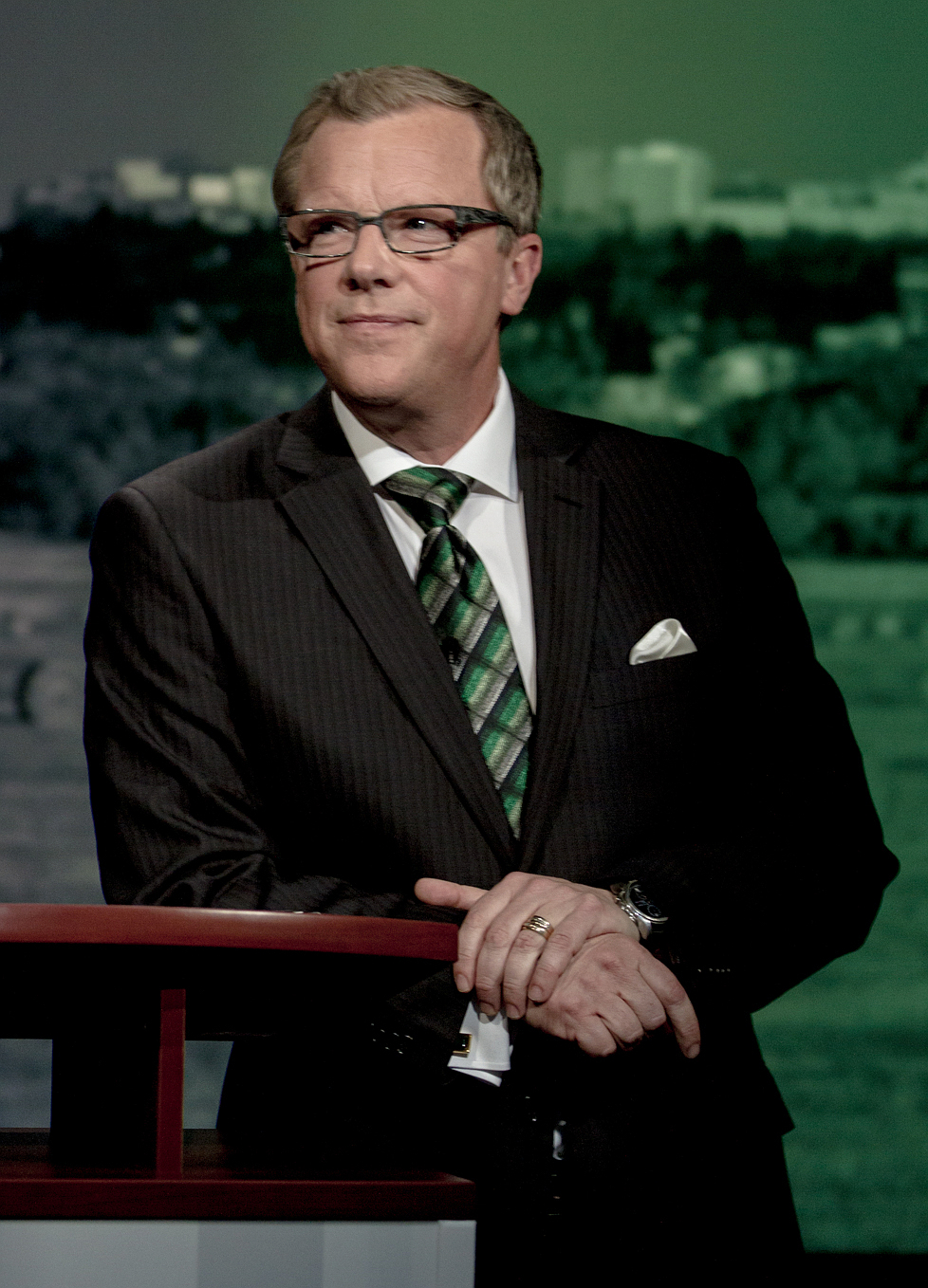
Brad Wall, chef du Parti saskatchewanais et premier ministre depuis 2007.
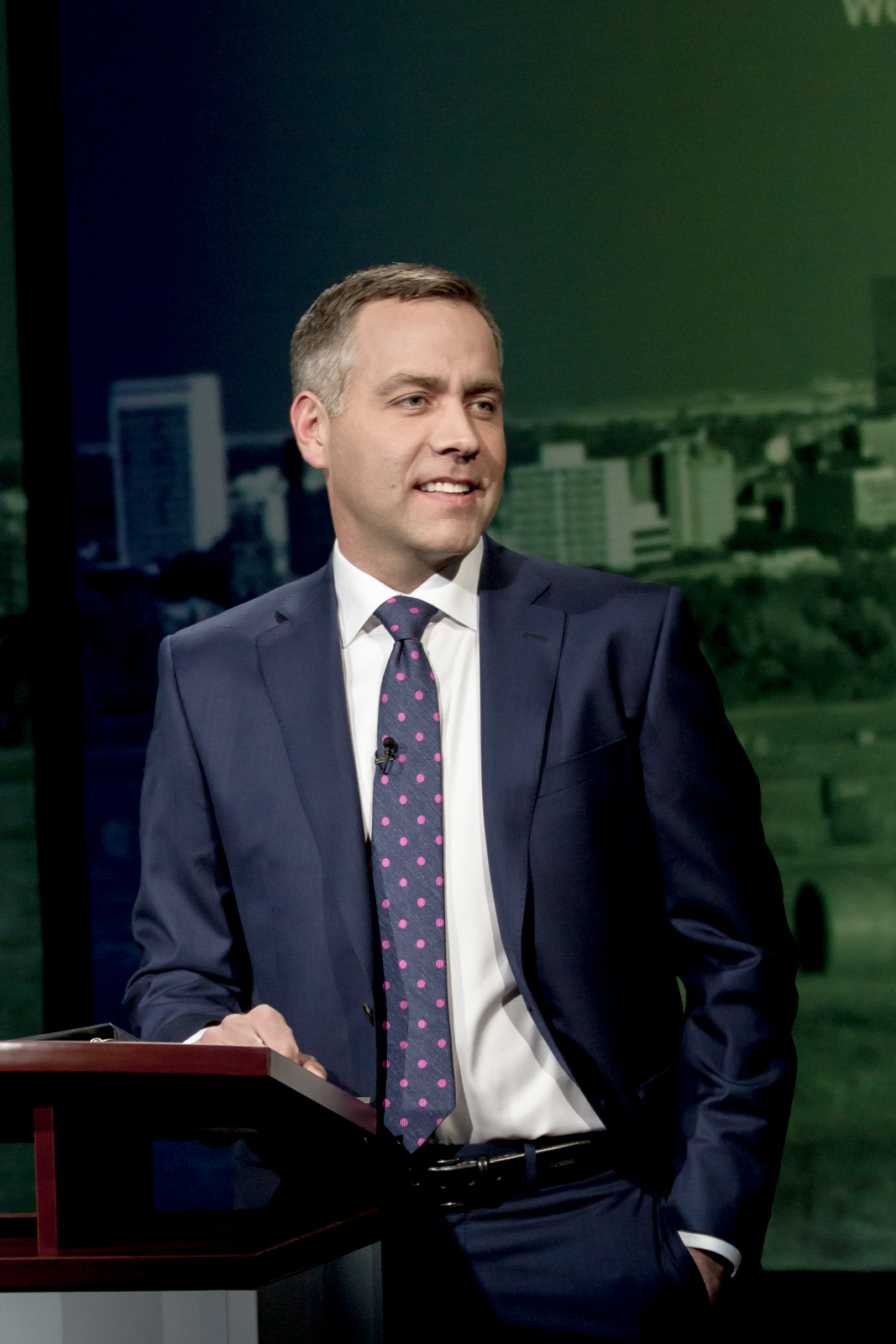
Cam Broten, chef du NPD et de l'opposition.

## Résultats
| Parti | Parti                      | Chef                  | Candidats | Sièges | Sièges | Sièges | Sièges | Voix    | Voix    | Voix  |
| Parti | Parti                      | Chef                  | Candidats | 2011   | diss.  | Élus   | +/-    | Nb      | %       | +/-   |
| ----- | -------------------------- | --------------------- | --------- | ------ | ------ | ------ | ------ | ------- | ------- | ----- |
|       | Parti saskatchewanais      | Brad Wall             | 61        | 49     | 47     | 51     | +2     | 270 776 | 62,36 % | -1,89 |
|       | Nouveau Parti démocratique | Cam Broten            | 61        | 9      | 9      | 10     | +1     | 131 137 | 30,20 % | -1,72 |
|       | Libéral                    | Darrin Lamoureux (en) | 61        | 0      | 0      | 0      | -      | 15 568  | 3,59 %  | +3,03 |
|       | Vert                       | Victor Lau            | 58        | 0      | 0      | 0      | -      | 7 967   | 1,83 %  | -1,04 |
|       | Progressiste-conservateur  | Rick Swenson          | 18        | 0      | 0      | 0      | -      | 5 571   | 1,28 %  | +0,95 |
|       | Indépendance de l'Ouest    | Frank J. Serfas       | 4         | 0      | 0      | 0      | -      | 318     | 0,07 %  | +0,06 |
|       | Indépendant                | Indépendant           | 5         | 0      | 0      | 0      | -      | 1 693   | 0,39 %  | +0,38 |
|       | Vacant                     | Vacant                | Vacant    | Vacant | 2      |        |        |         |         |       |
| Total | Total                      | Total                 | 268       | 58     | 58     | 61     |        | 426 706 | 100,00  |       |